# Abdraimzhan Ishanov
Abdraïmjan Akhmedovitch Ichanov, né le 10 avril 1990 à Chimkent, est un coureur cycliste kazakh.

## Palmarès
- 2012[1]
  - 3e du championnat du Kazakhstan sur route

## Classements mondiaux
| Année         | 2010 | 2011 | 2012 | 2013 | 2014 |
| ------------- | ---- | ---- | ---- | ---- | ---- |
| UCI Asia Tour | 265e |      | 150e | 101e | 338e |